# Bulbine pendula
Bulbine pendula är en grästrädsväxtart som beskrevs av Gregory John Keighery. Bulbine pendula ingår i släktet bulbiner, och familjen grästrädsväxter.
Artens utbredningsområde är Western Australia. Inga underarter finns listade i Catalogue of Life.